# Cenade
Cenade (in ungherese Szászcsanád, in tedesco Scholten), è un comune della Romania di 980 abitanti, ubicato nel distretto di Alba, nella regione storica della Transilvania.
Il comune è formato dall'insieme di 3 villaggi: Capu Dealului, Cenade, Gorgan.